# Fintona Tramway
Fintona Tramway è stata una linea tranviaria operante in Irlanda del Nord che collegava la stazione ferroviaria di Fintona Junction, sulla linea  Omagh-Enniskillen, con l'abitato di Fintona.
La linea lunga 3/4 di miglio a scartamento irlandese (5 ft 3in) è stata aperta il 5 giugno 1853 e chiusa il 1º ottobre 1957. Per tutta la sua esistenza il trasporto passeggeri è stato effettuato con trazione ippica, mentre per il servizio merci era operato con trazione a vapore.
Nel 1953 un incidente fece presagire un'imminente chiusura della linea: le proteste della popolazione locale furono tali da obbligare la Great Western Railway, proprietaria della linea, a recedere da ogni proposito di chiusura e riattivare prontamente il servizio.
La vettura passeggeri in livrea crema e blu (come gli altri mezzi della Great Western Railway dell'Irlanda) era a due piani scoperta; il piano superiore era destinato alla terza classe. mentre il salone al piano inferiore era diviso tra prima classe (retro) e seconda classe (fronte), ognuna capace di 12 posti. Negli ultimi anni di servizio la divisione in classi, sebbene formalmente esistente, venne de facto abolita.
La carrozza tramviaria, numerata come 381, costruita da Metropolitan Carriage Railway di Birmingham è oggi conservata al Museo dei Trasporti dell'Ulster.
La velocità media, secondo le cronache dell'epoca, era di circa 6 miglia per ora. Il cavallo adibito alla trazione, indipendentemente dal sesso, era chiamato Dick.